# عهد جغیلی
عهد جغیلی (عربی: عهد جغيلي؛ زادهٔ ۱۰ اکتبر ۱۹۸۴) وزنه‌بردار اهل سوریه است.
وی در مسابقات کشوری و بین‌المللی در مجموع برندهٔ ۴ مدال طلا، ۵ مدال نقره، ۱ مدال برنز شده‌است.